# Ligne de tramway 490
 (avril 2024).
La ligne 490 d'après son numéro de tableau horaire est une ancienne ligne de tramway du Groupe d'Hasselt de la Société nationale des chemins de fer vicinaux (SNCV) qui a fonctionné entre le 9 janvier 1899 et août 1948.

## Histoire
La ligne est ouverte le 9 janvier 1899 entre Bourg-Léopold et Brée (nouvelle section, capital 24).
Le 1er mai 1890, elle est prolongée de Brée à Maaseik puis en décembre de la même année, un raccordement est posé à Bourg-Léopold entre la gare et le canal (nouvelles sections, capital 24).
Au cours des années 1930 à Neeroeteren, le tracé du Zuid-Willemsvaart est rectifié entrainant le déplacement de la route de Brée et du tram qui la suit,.
La ligne est fermée à tout trafic en août 1948 (ainsi que la partie du raccordement entre la Brugstraat et le canal à Bourg-Léopold, la partie subsistante jusqu'à la gare restant utilisée par la ligne 488/1),. Le service voyageurs est remplacé par une ligne d'autobus exploitée en deux setions entre Bourg-Léopold et Brée d'une part  et d'autre part entre Brée et Maaseik (tableau 879). Elle sera plus trad au cours des années cinquante exploitée directement entre Bourg-Léopold et Maaseik et se verra attribuer l'indice 14 (tableau 1192), la desserte du centre de Brée sera également abandonnée au profit des boulevards de ceinture.
Les voies sont démontées entre Bourg-Léopold et Wijchmaal au cours de l'année 1951.

## Exploitation

### Horaires
Tableaux :
- 490 en 1931[7].